# トマス・エステヴェス
トマス・エステヴェス（Tomás Esteves, 2002年4月3日 - ）は、ポルトガル・ヴィアナ・ド・カステロ県アルコス・デ・ヴァルデヴェス出身のサッカー選手。ACピサ1909所属。ポジションはディフェンダー。

## 経歴

### クラブ
2018-19シーズンのUEFAユースリーグ決勝でチェルシーを3-1で破り、優勝を経験した。2021年までの契約を締結しており、マンチェスター・シティは1000万ユーロでのオファーを提示したほか、2019年8月にはFCバルセロナが獲得に興味を持ったが、バルセロナへの移籍は拒否した。
2019-20シーズンからは、ポルトを退団したマクシ・ペレイラの背番号2番を与えられた。2019年8月18日、ヴァルジンSC戦においてFCポルトBでのデビューを果たした。9月25日、タッサ・ダ・リーガの初戦であるCDサンタ・クララ戦でトップチームに招集されたが、出場機会は無かった。
2020年10月5日、レディングFCにレンタル移籍。
2022年8月2日、ACピサ1909に買取オプション付きでレンタル移籍。2023年8月3日、買取オプションが行使され、3年契約を結んだ。

### 代表
2017年4月にU-15ポルトガル代表として初出場を果たした。2019年9月5日、U-21ポルトガル代表として、UEFA U-21欧州選手権2021予選のU-21ジブラルタル代表戦に出場してデビューを果たした。17歳5ヶ月でのU-21代表デビューは、同じくFCポルト出身のルベン・ネヴェスよりも25日早く、21世紀での最年少記録となった。